# Tyler Hansbrough
Andrew Tyler Hansbrough (Poplar Bluff, Misuri; 3 de noviembre de 1985) es un jugador de baloncesto estadounidense que pertenece a la plantilla de los Cangrejeros de Santurce de la Baloncesto Superior Nacional. Con 2,06 metros de altura, juega en la posición de ala-pívot. Es el hermano mayor del también jugador de baloncesto Ben Hansbrough.

## Trayectoria deportiva

### Universidad

#### TemporadaFreshman
Tras haber participado en 2005 en el prestigioso McDonald's All-American Game en su etapa de high school, fue reclutado por los Tar Heels de la Universidad de Carolina del Norte en Chapel Hill, finalizando su primera temporada con 18,9 puntos y 7,8 rebotes por partido, siendo el segundo mejor anotador de la Atlantic Coast Conference solo por detrás de J. J. Redick, de Duke. Fue seleccionado por unanimidad como el mejor novato del año de la conferencia, e incluido en el mejor quinteto de la misma, siendo la primera vez que un novato lograba tal honor en la ACC. Fue segundo, tras el propio Redick, en la votación del Jugador del Año de la ACC. Su mejor partido en esta primera temporada lo disputó ante Georgia Tech, el 15 de febrero de 2006, cuando anotó 40 puntos y capturó 10 rebotes. Esta marca de anotación supuso el récord de más puntos anotados por un novato en un partido en la historia de la ACC, y el de más puntos conseguidos en el pabellón Dean Smith Center, superando los 38 logrados por Joseph Forte en 2000.

#### TemporadaSophomore
A pesar de que el tiempo en la pista de Hansbrough fue un poco inferior al de la temporada anterior, su aportación al equipo fue similar, promediando 18,4 puntos y 7,9 rebotes por partido. En el partido disputado ante Duke el 4 de marzo de 2007, Tyler lideró a los Tar Heels con 26 puntos y 17 rebotes, acabando el partido con victoria por 86-72. Cuando faltaban 14 segundos para el final, el jugador de los Blue Devils Gerald Henderson le propinó un codazo que le fracturó la nariz. Henderson fue expulsado del partido y sancionado con un encuentro de suspensión, mientras que Hansbrough tuvo que llevar a partir de ese momento una máscara de protección en los partidos, que se quitó en el segundo partido del torneo de la NCAA ante Michigan State.

#### TemporadaJunior
Su tercera temporada con los Tar Heels fue, sin lugar a dudas, la mejor de su carrera. Promedió 22,6 puntos por partido, la mejor marca de la UNC desde que Charlie Scott promediara 27,1 en 1970. Durante los 7 partidos que su compañero Ty Lawson estuvo lesionado en el mes de febrero, Hansbrough promedió 28,0 puntos y 12,1 rebotes. Anotó 20 o más puntos en 27 ocasiones, y consiguió 19 dobles-dobles, liderando la ACC. Sus 22,6 puntos, 10,2 rebotes, 3,87 rebotes ofensivos, 6,36 defensivos y 9,8 tiros libres intentados lideraron también las estadísticas de la conferencia, siendo segundo en porcentaje de tiros de campo, con un 54%.
Al anotar 39 puntos ante Clemson el 10 de febrero de 2008, llegó a ser uno de los dos únicos jugadores de Carolina en los últimos 35 años en conseguir en al menos tres ocasiones más de 35 puntos en un partido. El otro fue Antawn Jamison, que lo logró en cuatro ocasiones. Lennie Rosenbluth, en los años 50 lo logró en 13 ocasiones.
Esa temporada logró casi todos los trofeos que se otorgan en la NCAA y en su conferencia, incluidos el de Baloncestista del Año de la ACC, el de Universitario del Año, el Premio John R. Wooden, el Oscar Robertson Trophy, el Premio Adolph Rupp, el NABC Player of the Year y el AP College Basketball Player of the Year entre otros muchos.

#### TemporadaSenior

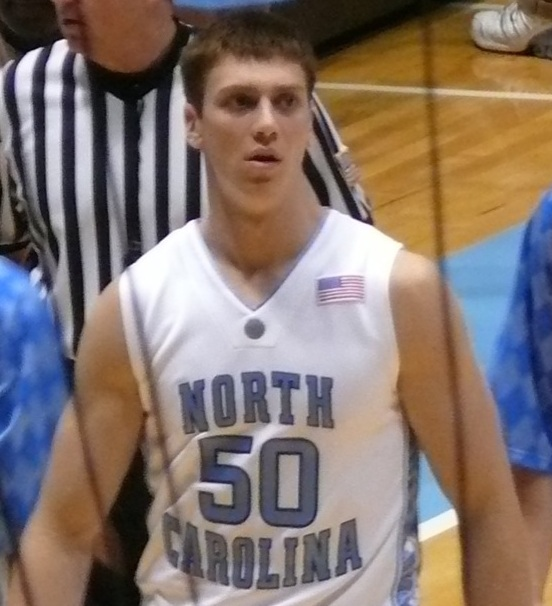
Tyler Hansbrough, en su etapa universitaria.

Tras decidir terminar con el ciclo de cuatro años en la universidad, Hansbrough volvió a liderar por segundo año consecutivo la lista de anotadores de la ACC, siendo elegido por cuarto año consecutivo All-American y en el mejor quinteto de la conferencia, algo único en la historia de la Atlantic Coast Conference.
Tras anotar 24 puntos ante Maryland el 3 de febrero de 2009, Hansbrough batió 2 récords: el de más partidos anotando 20 o más puntos en la historia de la ACC (el anterior récord lo tenía J.J. Redick con 70, y el del Tar Heel con más partidos acabados con dobles figuras (el anterior era de Sam Perkins con 118.
Remató su carrera universitaria logrando el título de la NCAA ante Michigan State, consiguiendo en la final 18 puntos y 7 rebotes. Acabó en segundo lugar en las votaciones, tras Blake Griffin, en el AP College Basketball Player of the Year que ya había conseguido en año anterior.

#### Estadísticas
| Año     | Equipo                   | PJ  | PT  | MPP   | %TC  | %3P  | %TL  | RPP  | APP | ROB | TPP | PPP  |
| ------- | ------------------------ | --- | --- | ----- | ---- | ---- | ---- | ---- | --- | --- | --- | ---- |
| 2005-06 | North Carolina Tar Heels | 31  | 30  | 30.4  | .570 | .500 | .739 | 7.8  | 1.3 | 1.2 | 0.7 | 18.9 |
| 2006-07 | North Carolina Tar Heels | 38  | 38  | 29.9  | .525 | .250 | .768 | 7.9  | 1.2 | 1.1 | 0.4 | 18.4 |
| 2007-08 | North Carolina Tar Heels | 39  | 39  | 33.0  | .540 | .000 | .806 | 10.2 | 0.9 | 1.5 | 0.4 | 22.6 |
| 2008-09 | North Carolina Tar Heels | 34  | 34  | 30.2. | .514 | .391 | .849 | 8.1  | 0.8 | 0.8 | 0.4 | 20.7 |
| Total   | Total                    | 142 | 141 | 30.9  | .535 | .315 | .791 | 8.6  | 1.3 | 1.2 | 0.5 | 20.3 |

### Profesional
Fue elegido en la decimotercera posición del Draft de la NBA de 2009 por Indiana Pacers. Allí jugó cuatro temporadas, en las que promedió 8,9 puntos y 4,7 rebotes por partido.
El 15 de julio de 2013 fichó como agente libre por los Toronto Raptors.
En 2017, emprende una experiencia en China que duraría 4 temporadas, formando parte de los equipos de Guangzhou Long-Lions, Zhejiang Golden Bulls y Sichuan Blue Whales.
El 23 de marzo de 2022, firma por los Cangrejeros de Santurce de la Baloncesto Superior Nacional.

## Estadísticas de su carrera en la NBA

### Temporada regular
| Año     | Equipo    | PJ  | PT | MPP  | %TC  | %3P  | %TL  | RPP | APP | ROB | TPP | PPP  |
| ------- | --------- | --- | -- | ---- | ---- | ---- | ---- | --- | --- | --- | --- | ---- |
| 2009-10 | Indiana   | 29  | 1  | 17.6 | .360 | .000 | .743 | 4.8 | 1.0 | .6  | .3  | 8.5  |
| 2010-11 | Indiana   | 70  | 29 | 21.9 | .470 | .000 | .779 | 5.2 | .6  | .6  | .2  | 11.0 |
| 2011-12 | Indiana   | 66  | 0  | 21.8 | .405 | .000 | .813 | 4.4 | .5  | .8  | .1  | 9.3  |
| 2012-13 | Indiana   | 81  | 8  | 16.9 | .432 | .000 | .720 | 4.6 | .4  | .4  | .2  | 7.0  |
| 2013-14 | Toronto   | 64  | 4  | 15.3 | .474 | .000 | .681 | 4.5 | .3  | .4  | .3  | 4.9  |
| 2014-15 | Toronto   | 74  | 8  | 14.3 | .521 | .143 | .698 | 3.6 | .3  | .4  | .2  | 3.6  |
| 2015-16 | Charlotte | 44  | 0  | 7.8  | .451 | .667 | .585 | 2.0 | .2  | .3  | .2  | 2.4  |
| Total   | Total     | 428 | 50 | 16.9 | .439 | .136 | .738 | 4.2 | .4  | .5  | .2  | 6.7  |

### Playoffs
| Año   | Equipo    | PJ | PT | MPP  | %TC  | %3P  | %TL  | RPP | APP | ROB | TPP | PPP  |
| ----- | --------- | -- | -- | ---- | ---- | ---- | ---- | --- | --- | --- | --- | ---- |
| 2011  | Indiana   | 5  | 5  | 32.8 | .333 | .000 | .889 | 5.4 | 1.0 | 1.2 | .0  | 11.2 |
| 2012  | Indiana   | 11 | 0  | 14.9 | .340 | .000 | .667 | 3.2 | .5  | .4  | .3  | 4.4  |
| 2013  | Indiana   | 19 | 0  | 12.7 | .419 | .000 | .591 | 3.2 | .3  | .3  | .0  | 4.1  |
| 2014  | Toronto   | 3  | 0  | 9.7  | .333 | .000 | .833 | 2.0 | .3  | .0  | .0  | 2.3  |
| 2015  | Toronto   | 4  | 2  | 12.0 | .200 | .000 | .750 | 1.5 | .8  | .5  | .3  | 1.3  |
| 2016  | Charlotte | 2  | 0  | 3.0  | .000 | .000 | .000 | .0  | .0  | .0  | .0  | .0   |
| Total | Total     | 44 | 7  | 14.8 | .361 | .000 | .688 | 3.1 | .5  | .4  | .1  | 4.4  |